# Сент-люсийский франко-креольский язык
Сент-люсийский франко-креольский язык (Kwéyòl [kwejɔl]), известный местно как Patwa — креольский язык на основе французского, широко распространённый на Сент-Люсии. Является вернакуляром в стране и используется наряду с официальным языком страны — английским.
Является диалектом антильского франко-креольского языка. Подобно другим диалектам, используемым на Антильских островах, он сочетает в себе синтаксис африканского происхождения языка и лексику, в основном позаимствованную из французского языка. Английский язык также повлиял на лексику сент-люсийского, многие выражения отражают присутствие английского влияния. Также было зафиксировано синтаксическое влияние карибского языка.
Хотя сент-люсийский язык не является официальным в стране, правительство и СМИ представляют информацию на нём наряду с английским.

## История языка
Сент-Люсия изначально была заселена индейскими народами, затем карибами, а после была колонизирована французами и британцами, между которыми контроль над островом переходил из рук в руки четырнадцать раз. Британцы предприняли первую попытку колонизировать остров в 1605 году, но были убиты или изгнаны карибами, на тот момент заселявшими остров.
Французские группы постепенно начали колонизировать остров, и к 1745 году они восстановили контроль над островом и основали функционирующие административные поселения. Как и другие диалекты антильского франко-креольского языка, сент-люсийский франко-креольский язык возник в результате развития формы общения африканских рабов на карибских плантациях, созданной путём объединения французской лексики с синтаксисом разных африканских языков, которые являлись для рабов родными. Форма креольского языка была заимствована как веникуляр темнокожим населением, жившим в маленьких, отдалённых горных поселениях от иммигрировавших с Мартиники французов.
Власть над Сент-Люсией переходила из рук в руки между французами и британцами в 1778-1802 годах, пока британцы не получили окончательный контроль над островом в 1803 году, что было официально закреплено Парижским мирным договором в 1814 году. Английский стал официальным языком страны, однако сент-люсийский франко-креольский оставался в широком употреблении на всей территории острова и был единственным языком для большей части населения. Из-за преобладания английского языка в образовательной системе, которая стала более доступной для основного населения, сент-люсийский монолингвизм со временем становился всё менее распространённым в середине 1960-х годов.
Сент-Люсийский по-прежнему широко распространён на Сент-Люсии, а движения 1980-х и более поздних годов расширили его использование в СМИ, образовании и правительстве. Хотя язык так и не был признан официальным на Сент-Люсии наряду с английским, многие сент-люсийцы стали позитивнее относиться к языку и поддерживают его официальное внедрение. В середине XIX века Сент-Люсийский язык был завезён в Панаму, где он известен как Сан-Мигельский франко-креольский язык и в настоящее время является почти вымершим.

## Взаимосвязь с другими языками
Является диалектом антильского франко-креольского языка, на котором говорят на других Малых Антильских островах и имеет тесную родственную связь с разновидностями этого языка, на которых говорят на Мартинике, Доминике, Гваделупе, Гренаде, Тринидаде и Тобаго. Не считается, что язык является взаимопонятным со стандартным французским, но уровень взаимопонимания между носителями диалектов антильского франко-креольского языка достигает практически 100%. Синтаксис, грамматические и лексические особенности сент-люсийского языка в сущности идентичны Мартиникскому диалекту, но, подобно Доминиканскому диалекту, он включает в себя больше заимствованных слов из английского языка, нежели Мартиникский диалект. Язык также имеет родственную связь с гаитянским креольским, который имеет ряд отличительных черт, однако, несмотря на это, оба языка являются взаимопонятными.

## Орфография
Алфавит сент-люсийского языка содержит 24 буквы, отражающие 32 фонемы. Система письма, используемая на Сент-Люсии и Доминике, слегка отличается от используемой на Гваделупе и Мартинике. Буквы Q и X не используются, а буква R используется только в заимствованных из английского словах. Буквы C и U являются частью диграфов Ch и Ou, никогда не появляясь поодиночке.

### Диграфы
An, En, On отражают три назальные гласные /ã/, /ẽ/, /õ/ соответственно.
Ch, Dj, Ng, Tj отражают четыре согласных звука /ʃ/, /d͡ʒ/, /ŋ/, /t͡ʃ/ соответственно.
Ou отражает гласный звук /u/.
| Буква | Фонема | Буква | Фонема |
| ----- | ------ | ----- | ------ |
| A a   | a      | M m   | m      |
| An an | ã      | N n   | n      |
| B b   | b      | Ng ng | ŋ      |
| Ch ch | ʃ      | O o   | o      |
| D d   | d      | Ò ò   | ɔ      |
| Dj dj | d͡ʒ     | On on | õ      |
| É é   | e      | Ou ou | u      |
| È è   | ɛ      | P p   | p      |
| En en | ẽ      | R r   | ɹ      |
| F f   | f      | S s   | s      |
| G g   | ɡ      | T t   | t      |
| H h   | h      | Tj tj | t͡ʃ     |
| I i   | i      | V v   | v      |
| J j   | ʒ      | W w   | w      |
| K k   | k      | Y y   | j      |
| L l   | l      | Z z   | z      |

## Фонетика и фонология

### Согласные
|                     |               | Губные | Альвеолярные | Постальвеолярные | Палатальные | Заднеязычные | Глоттальные |
| Носовые             | Носовые       | m      | n            |                  |             | ŋ            |             |
| Взрывные/ Аффрикаты | Глухие        | p      | t            | t͡ʃ               |             | k            |             |
| Взрывные/ Аффрикаты | Звонкие       | b      | d            | d͡ʒ               |             | ɡ            |             |
| Фрикативы           | Глухие        | f      | s            | ʃ                |             |              | h           |
| Фрикативы           | Звонкие       | v      | z            | ʒ2               |             | ɣ3           | h           |
| Аппроксиманты       | Аппроксиманты |        | l            | ɹ1               | j           | w            |             |

Примечания:
1. Этот звук появляется только в некоторых заимствованиях из английского, например radyo /ɹadjo/ — радио.
2. Звонкий постальвеолярный сибилянт /ʒ/ во многих словах чередуется с глухим глоттально щелевым согласным /h/, например /manʒe/>/manhe/ — есть или /ʒape/>/hape/ — лаять.
3. Во многих диалектах креольского языка, особенно в его сельских разновидностях, звонкий велярный спирант /ɣ/ сливается со звонким лабиовелярным аппроксимантом /w/. Письменный стандарт сент-люсийского языка не отражает различий между этими двумя фонемами.

### Гласные
|                         | Переднего ряда | Среднего ряда | Заднего ряда |
| ----------------------- | -------------- | ------------- | ------------ |
| Верхнего подъёма        | i              |               | u            |
| Средне-верхнего подъёма | e              |               | o            |
| Средне-нижнего подъёма  | ɛ              |               | ɔ            |
| Нижнего подъёма         |                | a             |              |

|                           | Переднего ряда | Заднего ряда |
| ------------------------- | -------------- | ------------ |
| Среднего-верхнего подъёма | ẽ              | õ            |
| Нижнего подъёма           | ã              |              |

## Грамматика

### Личные местоимения и притяжательные прилагательные
| Сент-люсийский   | Краткая форма2 | Русский                                |
| ---------------- | -------------- | -------------------------------------- |
| mwen, an3        | -              | я/мой/мне                              |
| ou               | w              | ты/твой/тебе                           |
| i, li            | y              | он/его/ему, она/её/ей, это/этого/этому |
| nou              | -              | мы/наше/нам                            |
| zòt, zò, hòt, hò | -              | вы/ваше/вам (множественное число)      |
| yo               | -              | они/их/им                              |

Примечания:
1. Притяжательные пригалательные ставятся после существительного. Они могут использоваться в дополнении к определённому и неопределённому артиклю. Однако, использование определённого артикля изменяет значение притяжательного прилагательного. Например, если jan mwen — «мой друг», относится к «моему другу», а не к чьему-то ещё, то jan mwen-an будет относиться к какому-то конкретному «моему другу», который был ранее упомянут в разговоре.
2. Краткая форма появляется после гласных.
3. Форма «an» является редкой и может встречаться лишь изредка, однако она достаточно распространена на креольском языке, на котором говорят на Гваделупе.

### Притяжательные местоимения
|                           | Единственное число | Множественное число |
| ------------------------- | ------------------ | ------------------- |
| мой                       | san mwen(-an)      | sé san mwen-an      |
| твой                      | sa (w)ou(-a)       | sé sa (w)ou-a       |
| его, её, этого            | sa li(-a)          | sé sa li-a          |
| наш                       | san nou(-a)        | sé san nou-a        |
| ваш (множественное число) | sa zòt(-la)        | sé sa zòt-la        |
| их                        | sa yo(-a)          | sé sa yo-a          |
| чей                       | sa ki moun         |                     |

### Вопросительные местоимения
| как           | kouman, ki jan, ki mannyè |
| что           | ki sa, sa                 |
| когда         | ki lè                     |
| где           | ki koté, ki bò, koté      |
| который, что  | ki                        |
| который из    | kilès                     |
| кто           | ki moun                   |
| чей           | ki moun                   |
| почему, зачем | poutji                    |

### Существительные
Существительные неизменяемы, то есть они не изменяются по падежу, числу или роду.
|                     | Неопределённое существительное | Определённое существительное |
| ------------------- | ------------------------------ | ---------------------------- |
| Единственное число  | an wòch                        | wòch-la                      |
| Множественное число | wòch                           | sé wòch-la                   |

### Артикли
Неопределённые артикли — an, on, yan или yon.
Определённые артикли — a, la, an, lan.

### Глаголы
Глаголы в сент-люсийском языке не спрягаются. Вместо этого время и наклонения выражаются с помощью различных частиц, стоящих непосредственно перед глаголом. Неправильных глаголов всего три — alé (идти), gadé (смотреть) и глагол-связка sé. В сент-люсийском основной глагол может комбинироваться с определёнными глаголами движения, например I kouwi alé lékòl — Он шёл в школу, бежавши (Он бежал в школу).
| Частица | Отрицательная частица | Сент-люсийский         | Русский                  | Сент-Люсийский                                 | Русский                       |
| ------- | --------------------- | ---------------------- | ------------------------ | ---------------------------------------------- | ----------------------------- |
| ø       | pa                    | I vini                 | Он пришёл                | I pa vini                                      | Он не пришёл                  |
| ka      | pa ka pa'a            | Mwen ka palé Ng'a palé | Я говорю                 | Mwen pa ka palé M'a ka palé                    | Я не говорил                  |
| kay     | pa kay                | Mwen kay alé Ng'ay alé | Я собираюсь              | Mwen pa kay alé M'a kay alé                    | Я не собираюсь                |
| té      | pa té                 | Nou té di              | Мы сказали               | Nou pa té di                                   | Мы не сказали                 |
| té ka   | pa té ka              | Zòt té ka manjé        | Вы все ели               | Zòt pa té ka manjé                             | Вы все не ели                 |
| té kay  | pa té kay             | Mwen té kay pran       | Я бы взял                | Mwen pa té kay alé                             | Я бы не пошёл                 |
| soti    |                       | Mwen sòti rivé         | Я только что приехал     | Mwen pa sòti rive                              | Я не выходил только что       |
| té soti |                       | Albè té sòti sòti      | Альберт только что вышел | Albè té sòti sòti                              | Альберт не выходил только что |
| ja      | p'òkò pò´ò (pa ankò)  | Sé timanmay-la ja fè   | Дети уже сделали         | Sé timanmay-la p'òkò fè Sé timanmay-la pò'ò fè | Дети ещё не сделали           |

### Предлоги
a — в, на, к (используется ограниченно).
abò — на борту, на, в.